# Strážov
Strážov é uma cidade checa localizada na região de Plzeň, distrito de Klatovy.